# Meiothecium turgidellum
Meiothecium turgidellum är en bladmossart som beskrevs av Fleischer 1923. Meiothecium turgidellum ingår i släktet Meiothecium och familjen Sematophyllaceae. Inga underarter finns listade i Catalogue of Life.